# Los irregulares (serie de televisión)
The Irregulars (en español Los Irregulares), estelarizado como LOS IRЯEGULARES es una serie de televisión de drama criminal británico-estadounidense desarrollada por Drama Republic. Basada en las obras de Sir Arthur Conan Doyle, presenta a los Irregulares de Baker Street trabajando para el Dr. Watson salvando a Londres de elementos sobrenaturales.
Creada por Tom Bidwell, la serie se estrenó el 26 de marzo de 2021 por Netflix.
la serie fue cancelada después de una temporada.

## Elenco
- Henry Lloyd-Hughes como Sherlock Holmes[3]
- Royce Pierreson como Dr. Watson
- Clarke Peters como Linen Man
- Thaddea Graham como Bea
- Darci Shaw como Jessie
- Jojo Macari como Billy
- McKell David como Spike
- Harrison Osterfield como Leopold
- Sheila Atim[4]
- Aidan McArdle como Lestrade[5]
- Eileen O'Higgins como Alice la madre de Bea y Jessie.[6]

## Episodios
| N.º | Título                                            | Dirigido por      | Escrito por                  | Fecha de lanzamiento original |
| --- | ------------------------------------------------- | ----------------- | ---------------------------- | ----------------------------- |
| 1   | «Capítulo uno: Una crueldad en Londres»           | Johnny Allan      | Tom Bidwell                  | 26 de marzo de 2021           |
| 2   | «Capítulo dos: Los fantasmas del 221B»            | Johnny Allan      | Tom Bidwell                  | 26 de marzo de 2021           |
| 3   | «Capítulo tres: Ipsissimus»                       | Joss Agnew        | Tom Bidwell                  | 26 de marzo de 2021           |
| 4   | «Capítulo cuatro: Con la aguja o el cuchillo»     | Joss Agnew        | Tom Bidwell & Sarah Simmonds | 26 de marzo de 2021           |
| 5   | «Capítulo cinco: Estudiantes de las artes impías» | Weronika Tofilska | Tom Bidwell                  | 26 de marzo de 2021           |
| 6   | «Capítulo seis: Hieracium Snowdoniense»           | Weronika Tofilska | Tom Bidwell                  | 26 de marzo de 2021           |
| 7   | «Capítulo siete: El éxtasis de la muerte»         | Joss Agnew        | Tom Bidwell                  | 26 de marzo de 2021           |
| 8   | «Capítulo ocho: El éxtasis de la vida»            | Joss Agnew        | Tom Bidwell                  | 26 de marzo de 2021           |

## Producción
El escritor Tom Bidwell (que había dirigido Watership Down de Netflix) describió el programa como "el proyecto de mis sueños y mi idea más antigua"  y tiene una visión diferente de Holmes y su relación con los Irregulares.

Sherlock Holmes tenía un grupo de niños de la calle que usaría para ayudarlo a reunir pistas, por lo que nuestra serie es si Sherlock fuera un adicto a las drogas y un delincuente y los niños resuelven todo el caso mientras él se atribuye el mérito.

Se anunció que el programa se filmaría en el Reino Unido, con Johnny Allan de Endeavour como director principal.  A principios de diciembre de 2019, hubo informes de que la filmación había tenido lugar en Nantwich en Dorfold Hall . El rodaje tuvo lugar en Liverpool a finales de 2019 y principios de 2020, haciendo uso de varios lugares de la ciudad, como St George's Plateau, la casa de las palmeras en Sefton Park y Falkner Street en el barrio georgiano. La filmación se interrumpió temporalmente en enero de 2020 cuando un miembro del elenco resultó herido en el set de Ormond Street de Liverpool. El rodaje tuvo lugar en Chester a finales de enero de 2020, en Abbey Square, junto a la catedral de Chester y también en el suburbio de la ciudad de Hoole . La producción luego fue al norte de Gales en marzo.
La filmación se reanudó en agosto de 2020, comenzando con escenas en Ellesmere Port que debieron filmarse en marzo.